# کی مارو
سیریل قمر (متولد ۳۱ ژانویه ۱۹۸۰، در بیروت، لبنان)، که با نام هنری کِی مارو (به انگلیسی: k.maro یا k-maro k'maro یا) شناخته می‌شود؛ رپر، خواننده پاپ، ترانه‌سرا، تهیه‌کننده و تاجر کانادایی است که اصالت لبنانی دارد. ترانه‌های او اغلب تلفیقی از زبان‌های فرانسوی، انگلیسی و گاهی عربی می‌باشد.
او به فرانسوی و انگلیسی می‌خواند. او همچنین بنیانگذار، مالک و مدیر عامل شرکت موسیقی «East 47th Music» و «Rock&Cherries Agency» - یک آژانس استعداد یابی در پاریس است- که هر دو این شرکت‌ها بخشی از شرکت KEG (گروه سرگرمی کامار) به‌شمار می‌رود.

## زندگی‌نامه
سیریل قمر تهیه‌کننده، تاجر و خواننده فرانکوفون و آنگلوفون است که در بین شهرهای پاریس، فرانسه و نیویورک اقامت دارد. قمر در ۳۱ ژانویه ۱۹۸۰ در بیروت، لبنان متولد شد. پس از پایان جنگ، در سال ۱۹۹۱ همراه خانواده اش به مونترال، کبک نقل مکان کرد.

## حرفه موسیقی
کی مارو ابتدا با گروه خود به‌نام LMDS، مخفف "Les Messagers du Son" به جدول کبک راه یافت. این گروه یک دوئت هیپ هاپ فرانسوی زبان در مونترال، کبک و متشکل از سیریل قمر، با نام مستعار لیریک، و آدیل تخسایت، با نام مستعار ملو در سال ۱۹۹۳ تشکیل شده بود. این گروه در کبک به موفقیت‌های بزرگی دست یافت و دو آلبوم موفق آن به نام‌های Les Messagers du Son در سال ۱۹۹۷ و IL Faudrait Leur Dire در سال ۱۹۹۹ منتشر شد. LMDS در سال ۲۰۰۱ منحل گردید. اما هر دو هنرمند همچنان به فعالیت موسیقی خود ادامه دادند.
پس از فروپاشی LMDS، قمر با نام کی مارو به عنوان یک هنرمند منفرد موفق بود. او به عنوان یک خواننده و آهنگساز هیپ هاپ و ریتم اند بلوز، بلافاصله با موفقیت‌های بین‌المللی سریع به ویژه با اولین موفقیت بزرگ خود یعنی"Femme Like U"، از آلبوم La Good Life، روبرو شد. "Femme Like U" در ۱۷ کشور شماره یک جداول شد و همچنین موفق به دریافت گواهی پلاتین و فروش بیش از دو میلیون نسخه شد. همچنین بیش از یک میلیون نسخه از آلبوم La Good Life به فروش رسید. در سال ۲۰۰۵، کی مارو سومین آلبوم خود را با نام «Million Dollar Boy» منتشر کرد. که منوط به موفقیت تجاری و کسب گواهینامه پلاتین شد. کی مارو به مناسبت بزرگداشت یک دهه فعالیت موسیقی خود، در سال ۲۰۰۶ آلبوم «Platinum Remixes» را منتشر کرد. چهارمین آلبوم او با نام «Perfect Stranger» در سال ۲۰۰۸ منتشر کرد که اولین آلبوم کاملاً انگلیسی وی محسوب می‌شد.
آهنگ‌های او اغلب ترکیبی از ترانه‌هایی به زبان‌های فرانسوی، انگلیسی و گاهی عربی است.

## ترانه‌شناسی

### آلبوم‌ها[۱]
| سال انتشار | آلبوم                              | AUT | BEL (Fl) | BEL (Wa) | Canada | FIN | FRA | GER | SUI |
| ---------- | ---------------------------------- | --- | -------- | -------- | ------ | --- | --- | --- | --- |
| ۲۰۰۲       | I am à l'ancienne                  |     |          |          |        |     |     |     |     |
| ۲۰۰۴       | La Good Life                       | ۳۰  | ۵۶       | ۷        |        | ۷   | ۷   | ۱۲  | ۲۶  |
| ۲۰۰۵       | Million Dollar Boy                 | —   | —        | ۱۱       |        | —   | ۵   | —   | ۲۰  |
| ۲۰۰۶       | 10th Anniversary: Platinum Remixes | —   | —        | —        | —      | —   | ۷۶  | —   | —   |
| ۲۰۰۸       | Perfect Stranger                   | —   | —        | ۸۸       |        | —   | ۷۹  | —   | —   |
| ۲۰۱۰       | ۰۱٫۱۰                              |     |          |          |        |     |     |     |     |

جایگاه در چارت:

### تک آهنگ‌ها و موزیک ویدئوها
| سال انتشار | تک آهنگ‌ها                                            | AUT | BEL (Fl) | BEL (Wa) | CAN | DEN | FIN | FRA | GER | NED | SUI | آلبوم              |
| ---------- | ---------------------------------------------------- | --- | -------- | -------- | --- | --- | --- | --- | --- | --- | --- | ------------------ |
| ۲۰۰۲       | "Symphonie pour un dingue"                           | —   | —        | —        |     | —   | —   | —   | —   | —   | —   | I am à l'ancienne  |
| ۲۰۰۴       | "Femme Like U (Donne-moi ton corps)"                 | ۴   | ۱        | ۱        |     | ۱۷  | ۶   | ۱   | ۳   | ۲۲  | ۱   | La Good Life       |
| ۲۰۰۴       | "Crazy"                                              | ۳۲  | ۱۴       | ۴        |     |     | ۹   | ۲   | ۱۹  | ۲۷  | ۸   | La Good Life       |
| ۲۰۰۵       | "Sous l'oeil de l'ange" / "Qu'est ce que ça te fout" | —   | ۱۰       | ۹        |     | —   | —   | ۱۰  | —   | —   | ۲۹  | La Good Life       |
| ۲۰۰۵       | "Histoires de Luv" (feat. Shy'm)                     | —   | ۷        | ۱۱       |     | —   | ۴   | ۶   | —   | —   | ۱۵  | Million Dollar Boy |
| ۲۰۰۵       | "Les frères existent encore"                         | —   | —        | ۱۵       |     | —   | —   | ۸   | —   | —   | ۳۱  | Million Dollar Boy |
| ۲۰۰۶       | "Gangsta Party"                                      | —   | —        | ۱۳       | —   | —   | —   | —   | —   | —   | —   | Million Dollar Boy |

جایگاه در چارت‌ها:
موزیک ویدئوها
- ۲۰۰۶: "Gangsta Party"
- ۲۰۰۶: "Let's go"
- ۲۰۰۸: "Out in the Streets"
- ۲۰۰۸: "Take You Away"
- ۲۰۰۹: "Out In The Streets" (remix) (feat. Jim Jones)
- ۲۰۰۹: "Elektric"
- ۲۰۰۹: "Music"

## فعالیت‌های تجاری
در سال ۲۰۰۳، سیریل قمر شرکت ضبط موسیقی خود با نام K.Pone Inc Music Group و خط تولید لباس خود با نام Balbec را راه اندازی کرد. در سال ۲۰۱۰، سیریل قمر به عنوان مدیر عامل شرکت Club Ambitious Boys به گروه موسیقی فرنس وارنر پیوست. در سال ۲۰۱۳، وی با همکاری پاسکال نگر و گروه موسیقی یونیورسال، شرکت ضبط موسیقی «East 47th Music» را توسعه داد.

## زندگی شخصی
از ژوئیه سال ۲۰۱۶، سیریل قمر با آن-سوفی مینیو، مشاور و ویراستار سابق فرانسوی ازدواج کرده‌است.

## جوایز
در سال ۲۰۰۸، کی مارو برنده جایزه بین‌المللی در جشنواره «SOCAN Francophone» در مونترال شد.
در نوامبر ۲۰۰۶، کی مارو برنده جایزه بین‌المللی در هفدهمین جشنواره انجمن آهنگسازان، نویسندگان و ناشران موسیقی کانادا شد.